# Malicia maculata
Malicia maculata är en insektsart som beskrevs av Evans 1954. Malicia maculata ingår i släktet Malicia och familjen dvärgstritar. Inga underarter finns listade i Catalogue of Life.